# Henicorhina leucophrys
Carriça-de-peito-cinzento ou corruíra-de-peito-cinzento (Henicorhina leucophrys) é uma espécie de ave da família Troglodytidae.
Pode ser encontrada nos seguintes países: Bolívia, Colômbia, Costa Rica, Equador, El Salvador, Guatemala, Honduras, México, Panamá, Peru e Venezuela.
Os seus habitats naturais são: regiões subtropicais ou tropicais húmidas de alta altitude.